# Franc Bruneau
Franc Bruneau est un acteur français.

## Filmographie

### Cinéma
- 2004 : Stéréotypes
- 2004 : Les Fautes d'orthographe : Jean-Claude Griset
- 2005 : 00h17 : la Terre
- 2005 : Riviera : le livreur de pizzas
- 2007 : Faits divers : le roumain
- 2008 : Versailles : P'tit Louis
- 2010 : Gainsbourg, vie héroïque : le Planton Brochaut
- 2010 : Cheveu : Philippe
- 2010 : Il reste du jambon ? : Gilles Versailles
- 2011 : Paris Shanghai : Manu
- 2012 : Formentera : Pablo
- 2012 : La Bifle : Francis
- 2012 : D'un bord à l'autre
- 2012 : Télé Gaucho : Juan
- 2013 : Au bout du conte : l’homme de l’enquête
- 2013 : Parenthèse : le serveur
- 2013 : Nur 2 cm : Bruno
- 2013 : Frau Ella : un étudiant parisien
- 2014 : Sublime Désillusion : Franc
- 2014 : Les Petits Cailloux : le jardinier
- 2014 : Goal of the Dead : Boucey
- 2014 : N'importe qui : Greg
- 2014 : Les Combattants : le conseiller funéraire
- 2014 : People are strange : Julien
- 2014 : K-nada : Michel
- 2015 : La Belle Saison : Guy
- 2015 : Antigang : l'ambulancier
- 2015 : Boy: We Were Here
- 2015 : Denis et les Zombies : Laurent
- 2016 : Je me tue à le dire : le rat
- 2016 : Victor ou la Piété : Victor
- 2016 : Sabine : Franc
- 2016 : Le Grand Bain : Franc
- 2016 : Parenthèse : le serveur
- 2016 : Serval et Chaumier, maîtres des ombres : Marcel Serval
- 2016 : Clitopraxis : Thomas
- 2017 : Fox-terrier : Daniel
- 2017 : Cinq nuits : Simon
- 2017 : Petit Paysan : Régis
- 2017 : J'ai une théorie sur l'amour : le narrateur
- 2017 : Beurre noir : l’amant
- 2018 : Gaston Lagaffe : Lebrac
- 2018 : Un violent désir de bonheur
- 2018 : Le Brame du cerf : Franck
- 2019 : Eva Voudrait (court métrage) : Sam
- 2024 : Spare! (court métrage) : Phil
- 2024 : Zénithal : Francis

### Télévision
- 2005 : Trois femmes… un soir d'été : Sébastien Layrac (4 épisodes)
- 2005 : Commissaire Cordier : Willy (1 épisode)
- 2008 : Un premier amour : Frédéric
- 2010 : Les Dames : le DJ (1 épisode)
- 2010 : Coup de chaleur : Sébastien
- 2010 : Boulevard du Palais : le patron d'internet (1 épisode)
- 2011 : Die Dienstagsfrauen : Dämonischer Pilger
- 2013 : Die Pfefferkörner : Robert Viquerat (1 épisode)
- 2015 : Paris : Babar (1 épisode)
- 2017 : Nu : Éléphant